# Base aérea

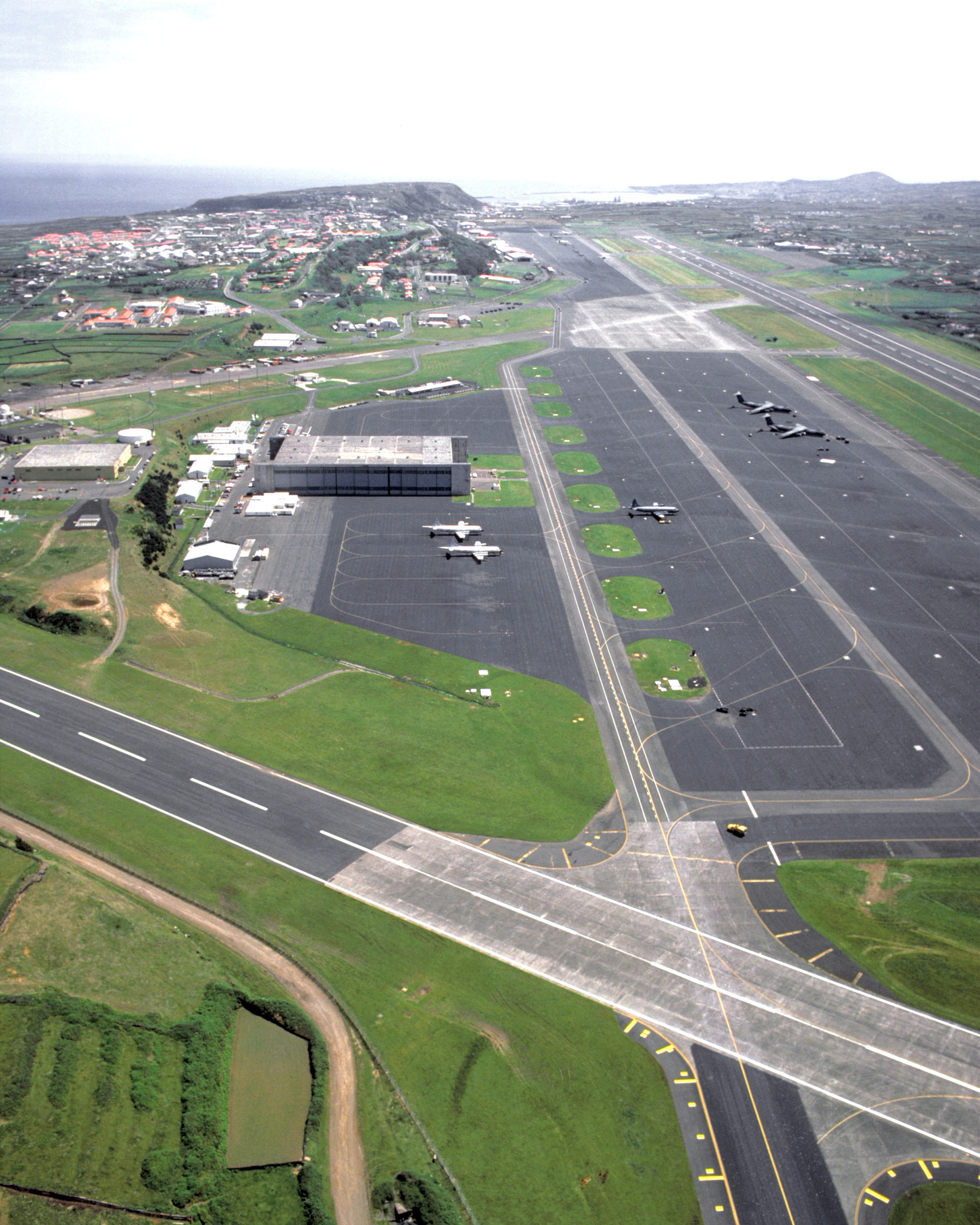
Base Aérea de Lajes, en las Islas Azores (Portugal).

Una base aérea es un aeródromo que sirve principalmente para la atención de las aeronaves militares, con todas las instalaciones de apoyo necesarias para la aviación militar. Una base aérea está adaptada para el movimiento de aeronaves militares y tiene igualmente instalaciones adecuadas para tales aeronaves, para las armas por ellas utilizadas (bombas convencionales o atómicas, misiles, etc.) y para los pilotos y funcionarios (dormitorios, por ejemplo).
Lo habitual son las bases aéreas con aeronaves asignadas a esa base: un ejemplo es el Ala 78 (Armilla). También hay "Bases de estacionamiento", que son aquellas que no poseen ninguna aeronave y se utilizan para el despliegue de aeronaves de otras bases. De esta manera se reducen las posibilidades de destrucción de los aviones en el suelo y se aumenta su alcance y área de cobertura. Estas bases suelen tener toda la infraestructura preparada para el despliegue inmmediato de los aviones, para que actúen como si estuvieran en su base de origen. Secundariamente se usan para que aviones y pilotos descansen: un ejemplo es la Base Aérea de Málaga, que, además de aeropuerto civil, suele actuar como base secundaria de la de Torrejón (Ala 12 con aviones F-18) en caso de crisis.
A diferencia de los aeropuertos civiles, las bases aéreas producen niveles de contaminación acústica bajos. Por razones de seguridad, la mayoría se localizan en zonas no muy pobladas, distantes de los grandes centros urbanos. La distancia entre la base aérea y los centros urbanos no es de mucha importancia para una base militar, ya que la contaminación atmosférica causada por las bases aéreas es menor que la de los aeropuertos civiles de tamaño semejante, dado el muchísimo menor tráfico de vehículos en el aeropuerto. Además en las bases aéreas se vuela muy poco fuera del horario de oficina, lo que a diferencia de un aeropuerto civil, hace que también disminuya mucho su huella sonora. Estas son las razones por las que el ayuntamiento de Getafe se ha opuesto varias veces a la conversión de la Base Aérea de Getafe en aeropuerto civil.

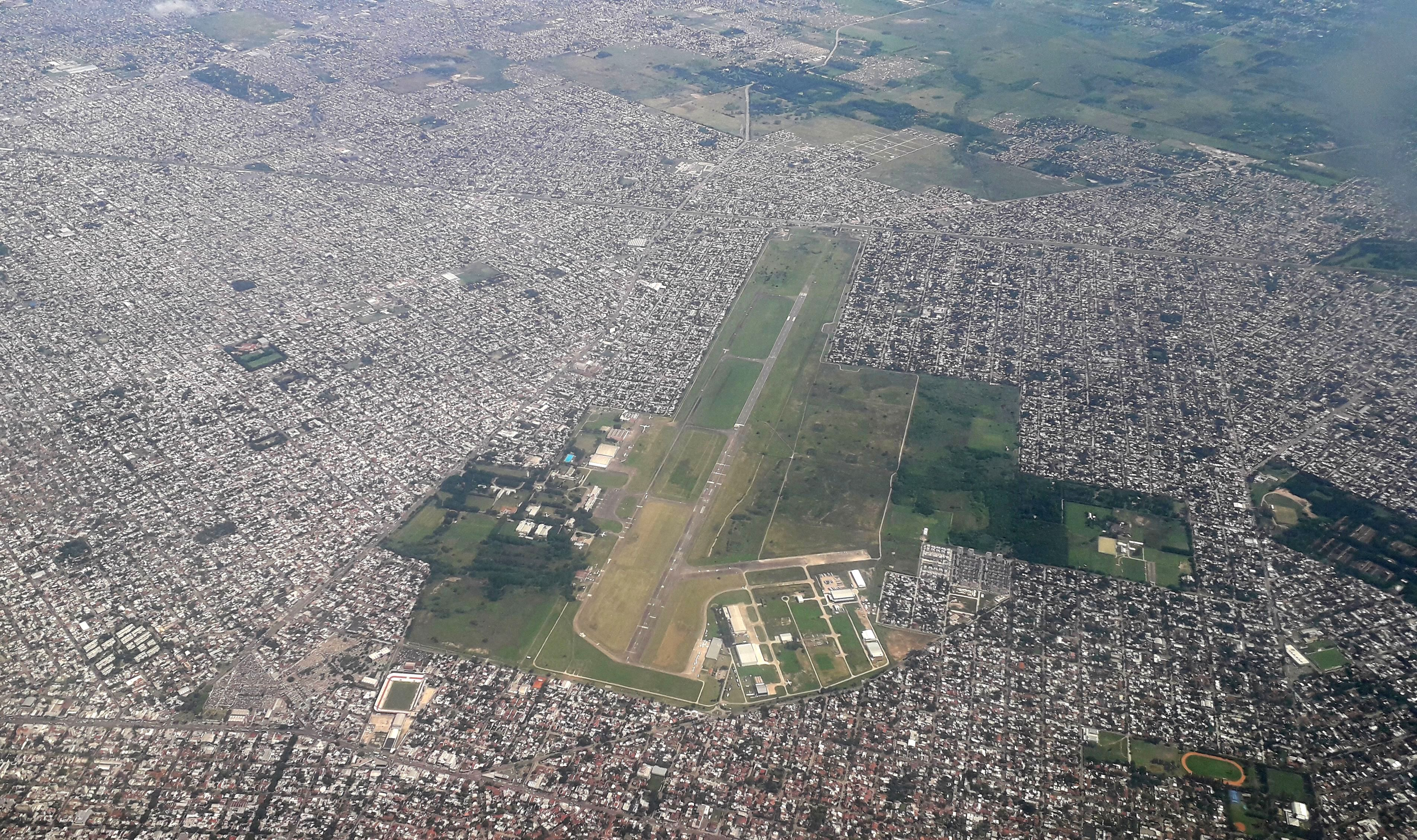
Desde el cielo, la Base Aérea de Morón (Argentina)

Un ejemplo de base aérea son los portaaviones, que poseen algunas particularidades, como su movilidad, la pista de aterrizaje de menores dimensiones y el uso de catapultas en las pistas para auxiliar aeronaves a alzar vuelo en operaciones de despegue.